# ناريان
ناريان هي قرية في مقاطعة طالقان، إيران. يقدر عدد سكانها بـ 467 نسمة بحسب إحصاء 2016.